# トンブリー駅
トンブリー駅 （トンブリーえき、タイ語:สถานีรถไฟธนบุรี）は、タイ王国の首都バンコク都バーンコークノーイ区にある、タイ国有鉄道南本線の鉄道駅である。歴史的経緯により、バンコク・ノーイ駅とも呼ばれた。便宜上、当項では旧トンブリー駅についても記述する。

## 概要

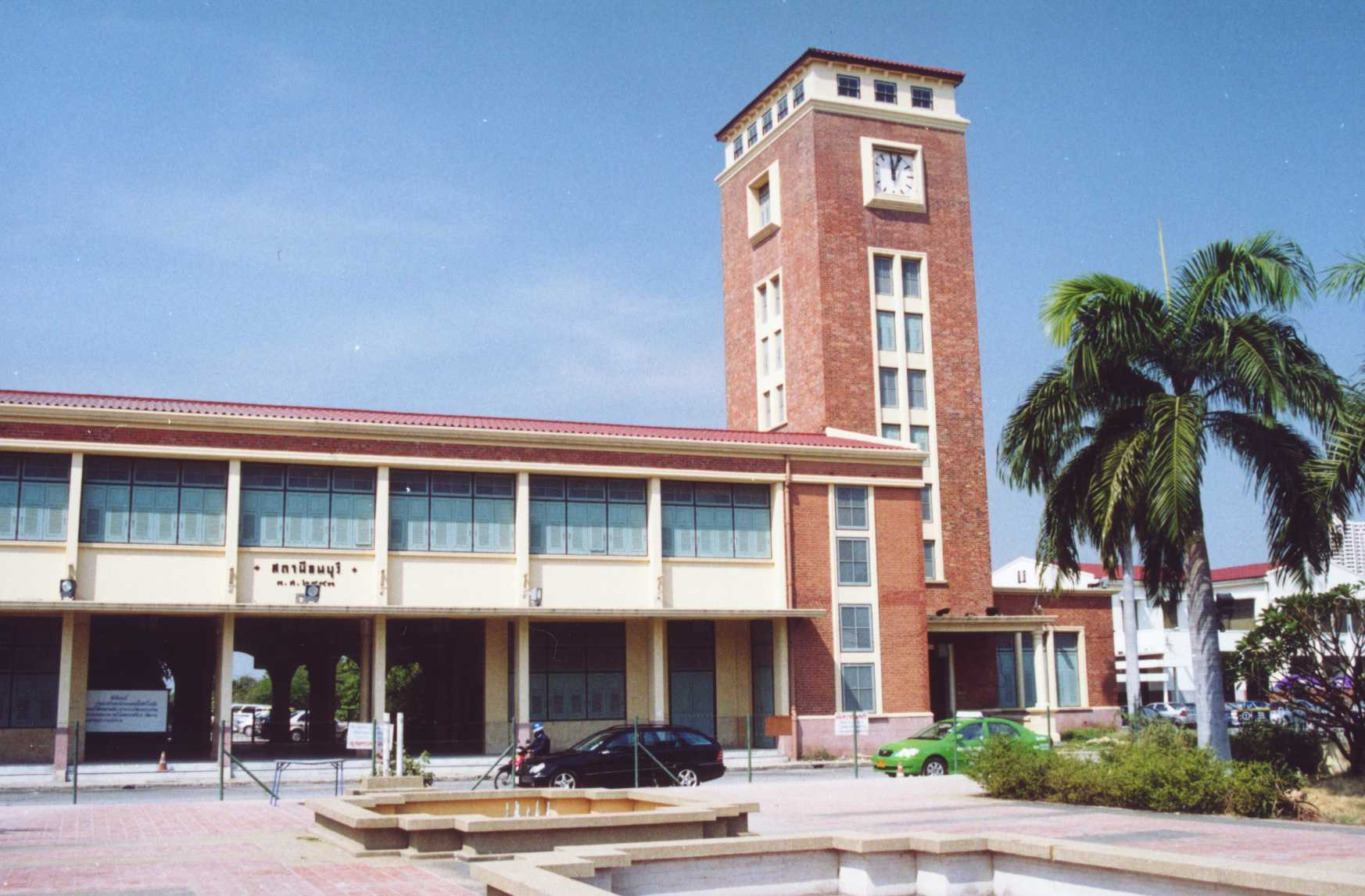
旧トンブリー駅

新駅
再開発計画により、約900m西方の車両基地に併設する形で新駅が設置された。タイ南部および西部方面のローカル列車が発着する。
当駅自体は他の鉄道路線と接続していない。鉄道でアクセスする場合、MRTバーンクンノン駅（ BL04 ）が徒歩圏内。
旧駅
バンコクの王宮地域のチャオプラヤー川対岸に位置し、フワランポーン駅に次ぐバンコク第2の駅とされた。
目前の川岸にはチャオプラヤー・エクスプレスのターロッファイ乗船所(鉄道駅の港、の意。（泰）ท่ารถไฟ、N11）がある。

### 整備計画
タリンチャン -トンブリー間は将来的に電化路線ライトレッドライン支線として整備する計画が公表されている。
その中で当駅に相当する新駅はシリラート駅と呼称されており、旧バンコク・ノーイ駅構内に建設予定のシリラート病院新病棟ビル地上1階部分にライトレッドライン支線、地下2階にオレンジラインが乗り入れ、接続駅となる予定。

## 歴史
タイ国有鉄道南本線は東北本線、北本線に次ぐ3番目の幹線として1899年に着工された。南本線は前記2線とは異なり始めから1,000mm軌間を採用して敷設された。（前記2線は当初は標準軌間である1,435mmで敷設されたがその後1,000mm軌間に改軌された）
1903年6月19日に初代駅開業。この時点では旧駅のさらに北側、バンコク・ノーイ運河（英語版）に面する一角にあり、（旧）バンコク・ノーイ駅と名付けられた。
南本線のバンコクにおけるターミナルであったが、南本線はマレー鉄道と直通運行が可能な反面、他のタイ国鉄幹線区と接続しない分離線区となっていたことから、他線区との接続のため、1927年に、タリンチャン駅で南本線から分岐し、ラーマ6世橋でチャオプラヤー川を渡って北本線バーンスー分岐駅へ至る連絡線が建設された。連絡線の開通以降、南本線の主要列車の多くは北本線方面へ直通運行されるようになり、当駅発着列車はローカル列車が主体となった。
但し現在でもタイ国鉄では、公式には当駅を南本線の起点としており、南本線の営業キロ程も当駅（旧トンブリー駅）を起点としている。
第二次世界大戦中、バンコク空襲でラーマ6世橋が被爆し、連絡線が不通となっていた期間は一時的にターミナルとして活用されたが、戦後はラーマ6世橋が復旧され、主要列車は再び連絡線経由となっている。バンコク空襲では当駅も被害を受けた。
開業以来、チャオプラヤー川右岸に面した位置に立地していたが、2003年10月4日に西方にあった旧貨物扱施設の位置へ0.87km移転し、一帯は再開発された（後述）。
- 1903年6月19日 【開業】（旧）バンコク・ノーイ - ペッチャブリー駅 (150.49km)
- 1927年1月1日　ラーマ6世橋（英語版）開通。一部の列車がクルンテープ駅発着となる。
- 1944-1945年　第二次世界大戦下、バンコク空襲による被害を受ける。
- 1945年2月　ラーマ6世橋が再び爆撃により大破、渡河が不可能となった南本線の列車が当駅発着となる。
- 1950年　二代目駅舎が開設。同時に、（旧）トンブリー駅に改名。
- 1953年12月　修復されたラーマ6世鉄橋が開通。次第に主要列車の発着が減少する
- 1999年頃　再開発計画の本格化により、（新）バンコク・ノーイ駅開業[注釈 3]。
- 2003年10月4日 【移転】旧トンブリー駅閉鎖。（新）バンコク・ノーイ駅は（新）トンブリー駅へ改名。
- 2015年10月1日　当駅発着で唯一残った優等列車、177/178列車（トンブリー - ランスワン）が運休。

## 駅構造

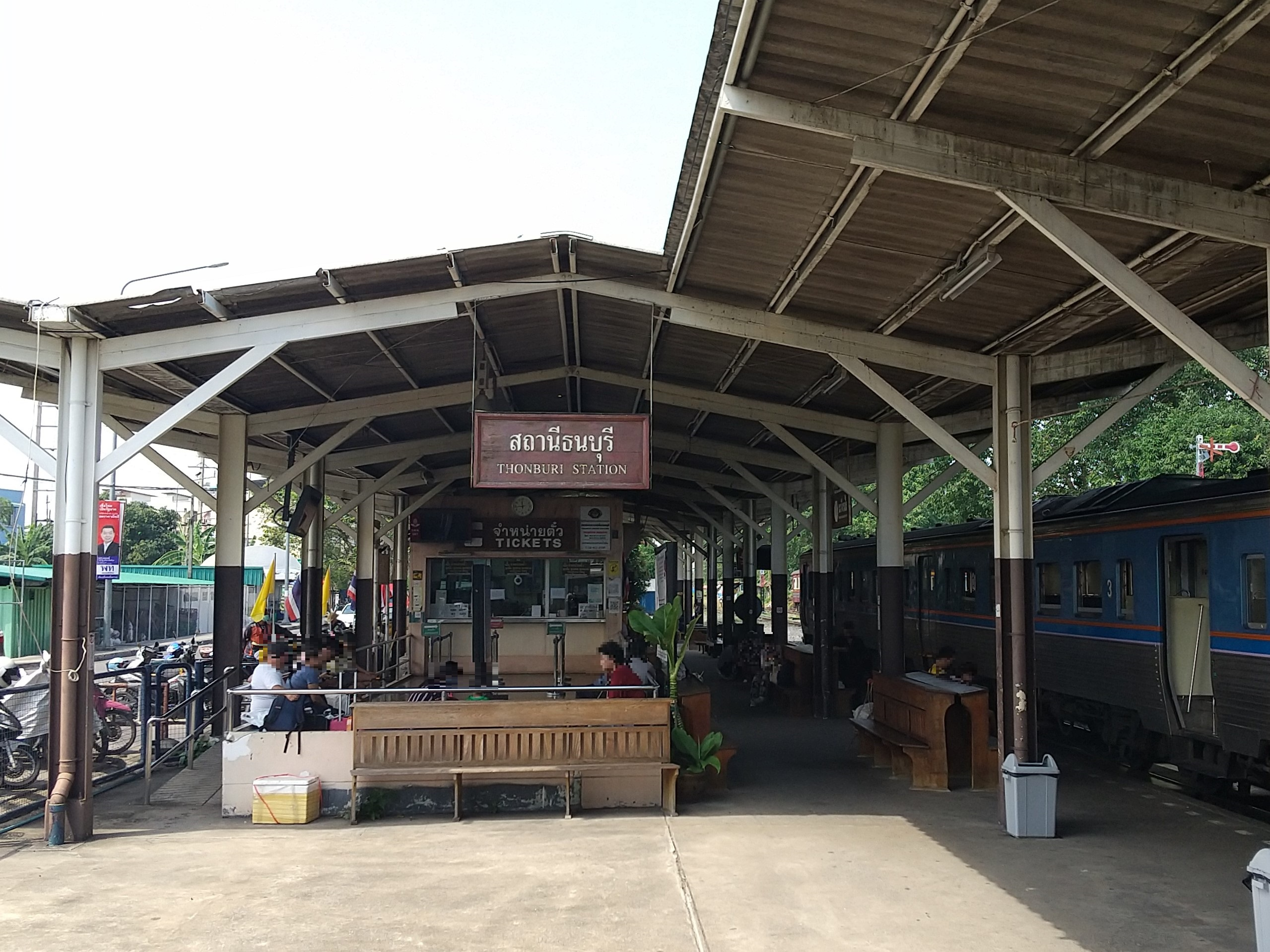
駅舎

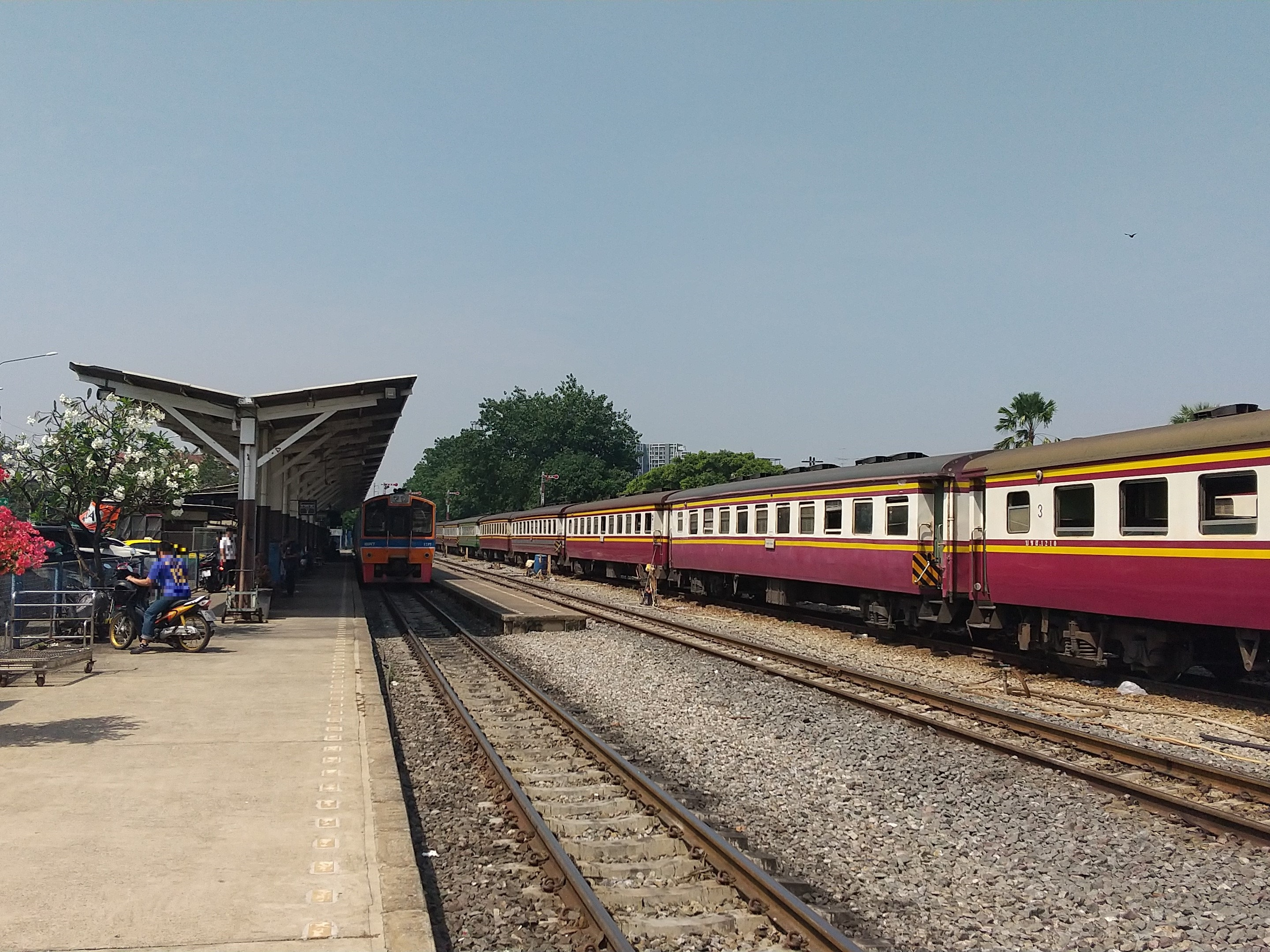
ホーム

新駅
単式及び島式1面の複合型ホーム2面2線をもつ地上駅であり、駅舎はホームに面している。

## 駅周辺
新駅
駅前には大きな市場がある。裏手にはトンブリー機関区があり、動態保存されているタイ国鉄の蒸気機関車のうち元・日本国鉄C56形はここで整備される。
旧駅跡地
バンコク・ノーイ運河に面していた。運河の対岸にはモスク（（泰）มัสยิดหลวงอันซอริซซุนนะห์、（英）The Ansorissunnah Royal Mosque）が建つ。これは、初代バンコク・ノーイ駅を建設するにあたり、一帯に居住していたイスラム系住民に対する土地交換の交渉材料として建設されたものと伝わる。
駅構内の鉄道用地は病院（南側に隣接するシリラート病院の関連病院）に転用されたが、駅舎は現存しており博物館（（泰）พิพิธภัณฑ์ศิริราชพิมุขสถาน、（英）Siriraj Bimuksthan Museum）として開放されている（見学は有料）。なお、博物館前には日本製のシャム国鉄DX50形蒸気機関車950号機が静態保存されている。

## 作品
- 『メナムの残照』 - トムヤンティ著の恋愛小説。当駅も舞台として登場する[注釈 5]。